# Axel Wikström
Axel Theodor Wikström (Skellefteå, 16 giugno 1907 – Skellefteå, 7 maggio 1979) è stato un fondista svedese.

## Biografia
In carriera prese parte a due edizioni dei Giochi olimpici invernali: Lake Placid 1932, dove vinse a sorpresa l'argento nella 18 km con il tempo di 1:25:07, con una differenza di due minuti esatti rispetto al primo, il connazionale Sven Utterström, e Garmisch-Partenkirchen 1936, dove ottenne un altro argento nella 50 km con il tempo di 3:33:20; meglio di lui fece Elis Wiklund.

## Palmarès

### Olimpiadi
- 2 medaglie, valide anche ai fini iridati:
  - 2 argenti (18 km a Lake Placid 1932; 50 km a Garmisch-Partenkirchen 1936)